# Ophiderma grisea
Ophiderma grisea är en insektsart som beskrevs av Robert E. Woodruff. Ophiderma grisea ingår i släktet Ophiderma och familjen hornstritar. Inga underarter finns listade i Catalogue of Life.